# Беман, Эльмар Карлович
Эльмар Карлович Беман (латыш. Elmārs Bēmanis) — латвийский советский государственный и политический деятель, секретарь ЦК КП Латвии.

## Биография
Родился в 1926 году в Москве. Член ВКП(б) с 1945 года.
Во время Великой Отечественной войны работал револьверщиком завода. С 1945 года — на общественной и политической работе: инструктор, заместитель заведующего Отделом, заведующий Отделом ЦК ЛКСМ Латвии, секретарь, с 1951 года — первый секретарь ЦК ЛКСМ Латвии.
В 1958—1960 годах — секретарь ЦК ВЛКСМ. С 1960 по 1962 год — секретарь ЦК КП Латвии, председатель Комитета партийно-государственного контроля ЦК КП Латвии и СМ Латвийской ССР, заместитель председателя СМ Латвийской ССР.
С 1965 года — председатель Комитета народного контроля Латвийской ССР.
Избирался депутатом Совета Национальностей Верховного Совета СССР 4 (1954—1958) и 7-9 (1966—1979) созывов. В Верховный Совет 9 созыва избран от Лудзенского избирательного округа № 310 Латвийской ССР, заместитель председателя Комиссии по торговле, бытовому обслуживанию и жилищно-коммунальному хозяйству Совета Национальностей.
Умер в Риге в 1987 году.

## Награды
- Орден «Знак Почёта» (27.04.1957) — «за успехи, достигнутые в деле развития массового физкультурного движения в стране, повышения мастерства советских спортсменов, и успешное выступление на международных соревнованиях»
- орден Трудового Красного Знамени (01.03.1958)
- еще двумя другими орденами